# Кабаков, Борис Дементьевич
Борис Дементьевич Кабаков (17 августа 1923, деревня Клевники, Псковская область, СССР — 11 мая 1979) — советский стоматолог, доктор медицинских наук, член-корреспондент АМН СССР, Заслуженный деятель науки РСФСР, полковник медицинской службы. Член КПСС.

## Биография
Родился 17 августа 1923 года в деревне Клевники Псковской области. Окончил в 1946 году Военно-медицинскую академию с золотой медалью. После работал там же на кафедре челюстно-лицевой хирургии и стоматологии. Прошёл путь от ординатора до начальника кафедры (в 1969—1979 годах).
Кабаков является автором 180 научных работ, в том числе пяти монографий, четырёх руководств и пяти учебников. Внёс вклад в изучение вопросов восстановительной хирургии при ранениях и повреждениях лица и челюстей, лечение пародонтоза и других проблем. В 1954—1960 годы проделал большую экспериментальную работу по изучению возможности замещения дефектов нижней челюсти в свежей огнестрельной и гнойной ране различными видами костных трансплантатов. Кабаков использовал в пластической хирургии гомоткани, законсервированные с помощью низких температур. Кафедра челюстно-лицевой хирургии Военно-медицинской академии под его руководством являлась научно-методическим центром по проблемам стоматологии и челюстно-лицевой хирургии в системе Министерства обороны СССР.
В 1951 году Кабаков защитил кандидатскую диссертацию на тему «Огнестрельные ранения и повреждения мягких тканей лица и их лечение по опыту Великой Отечественной войны», в 1961 году — докторскую на тему «Костная пластика нижней челюсти в свежей огнестрельной и гнойной ране». Под руководством Кабакова подготовлено 11 докторских и 14 кандидатских диссертаций.
Кабаков с 1968 по 1979 год был главным стоматологом Министерства обороны СССР, также являлся членом президиумов Всесоюзного и Всероссийского научных обществ стоматологов, проблемной комиссии Министерства здравоохранения СССР "«Стоматологические заболевания», Научного общества стоматологов г. Ленинграда и области, председателем секции пластической хирургии Хирургического общества им. Н. И. Пирогова, членом редколлегии журналов «Вестник хирургии имени И. И. Грекова» и «Стоматология». Был редактором раздела «Стоматология» третьего издания Большой медицинской энциклопедии.
Скончался 11 мая 1979 года. Похоронен в Ленинграде на Богословском кладбище (участок 30).

## Награды
- орден Красной Звезды
- медали

## Труды
- Опыт советской медицины в Великой Отечественной войне 1941—1945 гг., т. 6, М., 1951 (авт. ряда глав)
- Костная пластика нижней челюсти в свежей огнестрельной и гнойной ране, дисс., Л., 1960
- Костная пластика нижней челюсти, Л., 1963
- Вопросы иммунологии пародонтоза, Л., 1972 (совм. с Бельчиковым Э. В.)
- Краткий курс военной стоматологии, Л., 1973 (совм. с др.)
- Клиническая оперативная челюстно-лицевая хирургия, под ред. М. В. Мухина, Л., 1974 (авт. ряда глав)
- Учебник военной челюстно-лицевой хирургии, Л., 1976 (ред.)
- Питание больных с травмой лица и челюстей и уход за ними, Л., 1977 (совм. с Руденко А. Т.).
- Переломы челюстей, М., 1981 (совм. с Малышевым В. А.).